# ジェイコブ・バーンズ
ジェイコブ・バーンズ（Jacob Geoffrey Burns, 1978年4月21日 - ）は、オーストラリア出身の元サッカー選手。現役時代のポジションはミッドフィールダー。

## 経歴

### クラブ
地元クラブのシドニー・ユナイテッドでキャリアをスタートさせた。その後パラマッタ・パワーを経て、2000年にFAプレミアリーグ、リーズ・ユナイテッドへ移籍。しかしリーズに在籍した3年間で出場11試合のみにとどり、2003年10月17日にバーンズリーへ自由移籍で加わった。91試合に出場、8ゴール1アシストを記録し、キャプテンとしてもクラブを任された。
2006年にポーランドの強豪ヴィスワ・クラクフへ移籍。しかしクラブの信頼を勝ち得ることは出来ず、2008年、FCウニレア・ウルジチェニへ移籍する。2008-2009シーズンにはクラブ史上初のリーガ1優勝に貢献をするものの、2009年5月4日にパース・グローリーFCへ3年間の契約で移籍が決まった。
2014年4月4日、現役引退を発表した。

### 代表
オーストラリア代表としては2000年に行われたスコットランド戦でデビューを果たした。2009年6月17日、2010 FIFAワールドカップ・アジア予選の日本戦に後半から出場した。

## 所属クラブ
- シドニー・ユナイテッド 1996-1999
- パラマッタ・パワー 1999-2000
- リーズ・ユナイテッドAFC 2000-2003
- バーンズリーFC 2003-2006
- ヴィスワ・クラクフ 2006-2008
- FCウニレア・ウルジチェニ 2008-2009
- パース・グローリーFC 2009-2014

## 獲得タイトル

### クラブ
ウニレア・ウルジチェニ
- リーガ1優勝：1（2008-2009)